# Mario Reiter
Mario Reiter (Rankweil, 5 de noviembre de 1970) es un deportista austríaco que compitió en esquí alpino; campeón olímpico en Nagano 1998.
Participó en los Juegos Olímpicos de Nagano 1998, obteniendo una medalla de oro en la prueba combinada.
Ganó dos medallas en el Campeonato Mundial de Esquí Alpino, en los años 1996 y 1997. En la Copa del Mundo consiguió tres victorias y siete podios en total.
En 1998 recibió la Condecoración de Honor de Oro de la Orden al Mérito de la República de Austria.
Trabajó como comentador deportivo para la cadena ORF.

## Palmarés internacional
| Juegos Olímpicos   | Juegos Olímpicos       | Juegos Olímpicos  | Juegos Olímpicos |
| Año                | Lugar                  | Medalla           | Prueba           |
| ------------------ | ---------------------- | ----------------- | ---------------- |
| 1998               | Nagano (Japón)         | Medalla de oro    | Combinada        |
| Campeonato Mundial |                        |                   |                  |
| Año                | Lugar                  | Medalla           | Prueba           |
| 1996               | Sierra Nevada (España) | Medalla de plata  | Eslalon          |
| 1997               | Sestriere (Italia)     | Medalla de bronce | Combinada        |